# Reale accademia militare di Sandhurst

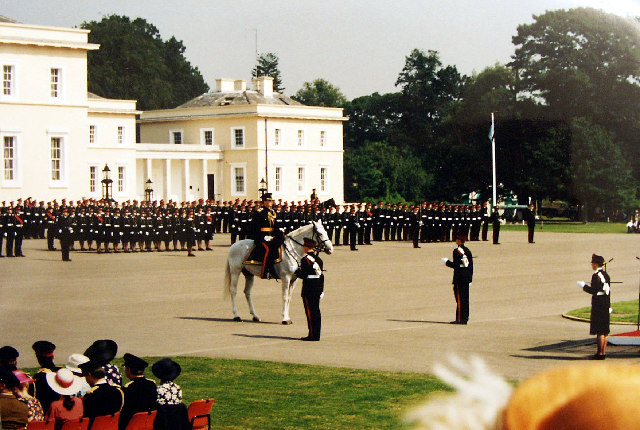
Parata di cadetti

La Reale accademia militare di Sandhurst (in inglese Royal Military Academy Sandhurst, RMAS), anche nota semplicemente come Sandhurst,  è l'accademia per la formazione iniziale degli ufficiali dell'esercito britannico. Le altre Accademie Reali britanniche sono il Britannia Royal Naval College di Dartmouth per la Royal Navy, il Royal Air Force College Cranwell per la Royal Air Force e il Commando Training Centre Royal Marines per i Royal Marines.
L'Accademia Militare di Sandhurst ha aperto i battenti nel 1947 in quello che era una volta il Royal Military College (RMC) di Sandhurst, a cavallo fra le contee di Berkshire e Surrey; gran parte delle sue strutture è ubicata a College Town, un sobborgo di Sandhurst, mentre un'altra parte è situata nella campagna della cittadina di Camberley.
Lo scopo istituzionale dell'Accademia è quello di essere «il centro nazionale di eccellenza nel comando»; per fare ciò instilla la capacità di comando dei cadetti sviluppandone la personalità, l'intelletto e le competenze professionali richieste ad un ufficiale dell'esercito, attraverso l'addestramento e l'istruzione militare.
Tutti gli allievi ufficiali dell'esercito britannico, inclusi gli aspiranti ufficiali provenienti dai ranghi dei sottufficiali, e molti frequentatori stranieri provenienti da varie parti del mondo frequentano l'Accademia di Sandhurst. Circa il 10% dei cadetti è di sesso femminile e un'analoga percentuale è quella dei frequentatori stranieri.
Sandhurst, a differenza di altre accademie militari nazionali come quella di West Point negli Stati Uniti, quella di Saint-Cyr in Francia o l'Accademia militare di Modena in Italia, non è un'università. Oltre l'80% degli ammessi sono già laureati, ma questo non è un requisito indispensabile.

## Storia
Sandhurst nacque nel 1947 dalla fusione tra la Royal Military Academy di Woolwich (che formò gli ufficiali dell'artiglieria e del genio dal 1741 al 1939) e il Royal Military College (1801–1939) di Sandhurst. Con la fine in Gran Bretagna della coscrizione obbligatoria dopo la seconda guerra mondiale e la chiusura della Mons Officer Cadet School di Aldershot nel 1972, Sandhurst rimase l'unica sede di istruzione iniziale per gli ufficiali maschi dell'esercito britannico.
Il Royal Military College aprì i battenti nel 1802, sebbene una scuola per ufficiali di stato maggiore vi fosse già attiva un paio di anni prima. Nello stesso anno furono fondate Saint-Cyr e West Point.
La collezione museale di Sandhurst abbraccia la storia della Royal Military Academy di Woolwich, del Royal Military College e di Sandhurst stessa, dalla fondazione; comprende i registri dei cadetti, l'archivio storico, uniformi, dipinti, fotografie ed altri oggetti.

## Selezione
Gli aspiranti ufficiali sono selezionati dall'Army Officer Selection Board (Commissione selezione ufficiali dell'esercito) di Westbury in Wiltshire.

## Corsi
Il corso dura 44 settimane e deve essere completato con successo da tutti gli aspiranti ufficiali (con alcune eccezioni) prima che ricevano il loro incarico. È di solito seguito da un ulteriore periodo di istruzione specifico per il reggimento o corpo d'armata di destinazione. Un corso di durata minore (dieci settimane) è attivo per ufficiali professionalmente qualificati, come medici, dentisti, infermieri, avvocati, veterinari e cappellani.
Un altro corso breve è il Modulo 4 del Territorial Army, che dura tre settimane: l'istruzione degli ufficiali del Territorial Army consiste in quattro moduli, di cui i primi tre condotti sotto la supervisione di Sandhurst ai centri di addestramento regionali, ed il quarto a Sandhurst stessa, per un periodo totale di due anni.
Sandhurst possiede una moderna struttura accademica composta anche da ricercatori civili con competenze in comunicazione, scienze comportamentali applicate, difesa ed affari internazionali. I noti accademici e saggisti John Keegan e Richard Holmes hanno fatto parte del corpo docente dell'Accademia.

## Organizzazione
Al comando di Sandhurst è di solito un maggior generale, mentre il più anziano sottufficiale dell'esercito ricopre il ruolo di Sergente maggiore dell'Accademia (Academy Sergeant Major, AcSM).
I corsi principali iniziano a gennaio, maggio e settembre di ogni anno, ammettendo ognuno circa 270 cadetti; la durata del corso è suddivisa in tre periodi, ognuno di 14 settimane, e per ciascuno di essi i cadetti sono inquadrati in una fra tre compagnie; possono esserci sino a dieci compagnie contemporaneamente, ognuna comandata da un maggiore e battezzata col nome di una battaglia famosa combattuta dall'esercito britannico.
In ogni compagnia si contano tre plotoni, ognuno di trenta cadetti agli ordini di un capitano, coadiuvato da un sergente maggiore capo (Colour Sergeant). A differenza di West Point, Sandhurst affida la maggioranza dell'addestramento degli ufficiali ai sottufficiali.
Esiste anche un plotone di "riabilitazione" (il plotone "Lucknow"), dedicato a cadetti infortunatisi durante il corso, con lo scopo di prepararne il rientro nel corso principale, o diversamente indirizzare quelli non più fisicamente adatti.

### Esercito regolare
Personale effettivo presso unità dell'esercito britannico è stanziato a Sandhurst allo scopo di fornire supporto all'Accademia e all'addestramento; questo personale proviene dal:
- Gurkha Demonstration Company (Sittang): unità della dimensione di compagnia, tratta dalla Brigata Gurkha per fornire una forza di opposizione durante le esercitazioni
- 44 Support Squadron, Royal Logistic Corps: unità permanente di trasporto, logistica e segnalazione
- Sino al 1984 Sandhurst aveva una sua banda musicale[7], il più piccolo reggimento dell'esercito britannico; oggi la musica è a cura, a turno, di una delle altre bande dell'esercito.

## Riconoscimenti
Ogni corso prevede dei riconoscimenti agli allievi più meritevoli.

### Spada d'onore
La spada d'onore (Sword of Honour) è assegnata al migliore cadetto del corso. Le spade erano una volta costruite dalla Wilkinson Sword, ma dopo che questa ebbe chiuso la divisione di produzione di spade, sono adesso fornite dalla Pooley Sword, la quale produce spade anche per i Royal Marines e la Royal Air Force.

### Medaglia del Re
La medaglia del Re (King's Medal) è conferita al cadetto che consegue i maggiori punteggi negli studi militari, pratici ed accademici.

### Spada d'oltremare
La spada d'oltremare (Overseas Sword) è riservata al migliore fra i cadetti provenienti da eserciti stranieri.

### Spada del duca di Westminster
La spada del Duca di Westminster (Duke of Westminster's Sword) è conferita al migliore cadetto nel corso riservato al Territorial Army.

## Frequentatori
Sandhurst ha avuto nel corso del tempo numerosi frequentatori di prestigio, tra cui molti famosi generali e decorati con la Victoria Cross. La lista seguente, molto parziale, contiene anche coloro che non hanno completato il corso, tra cui alcuni componenti di famiglie reali non britanniche.

### Membri di famiglie reali

#### Gran Bretagna
- William, principe del Galles
- Henry, duca di Sussex
- Michael di Kent
- Edward, duca di Kent
- Henry, duca di Gloucester

#### Albania
- Leka Zogu

#### Arabia Saudita
- Sultan bin 'Abd al-'Aziz Al Sa'ud

#### Bahrain
- Hamad bin Isa Al Khalifa
- Mohammed bin Salman Al Khalifa

#### Brunei
- Hassanal Bolkiah

#### Giordania
- Husayn di Giordania
- Abd Allah II di Giordania
- Husayn ibn 'Abd Allah
- Salmā bint 'Abd Allah

#### Liechtenstein
- Luigi del Liechtenstein
- Giuseppe Venceslao del Liechtenstein

#### Lussemburgo
- Enrico di Lussemburgo
- Guglielmo di Lussemburgo
- Sébastien di Lussemburgo

#### Oman
- Qabus dell'Oman
- Theyazin bin Haitham Al Sa'id

#### Qatar
- Hamad bin Khalifa Al Thani
- Tamim bin Hamad Al Thani

#### Spagna
- Alfonso XII di Spagna

#### Tonga
- George Tupou V[8]

#### Thailandia
- Vajiravudh

### Archeologi
- Sir Mortimer Wheeler

### Attori
- David Niven
- Richard Todd

### Esploratori
- Chris Bonington
- Lawrence "Titus" Oates
- John Blashford-Snell

### Militari
- Thomas Dunne

### Musicisti
- James Blunt

### Politici

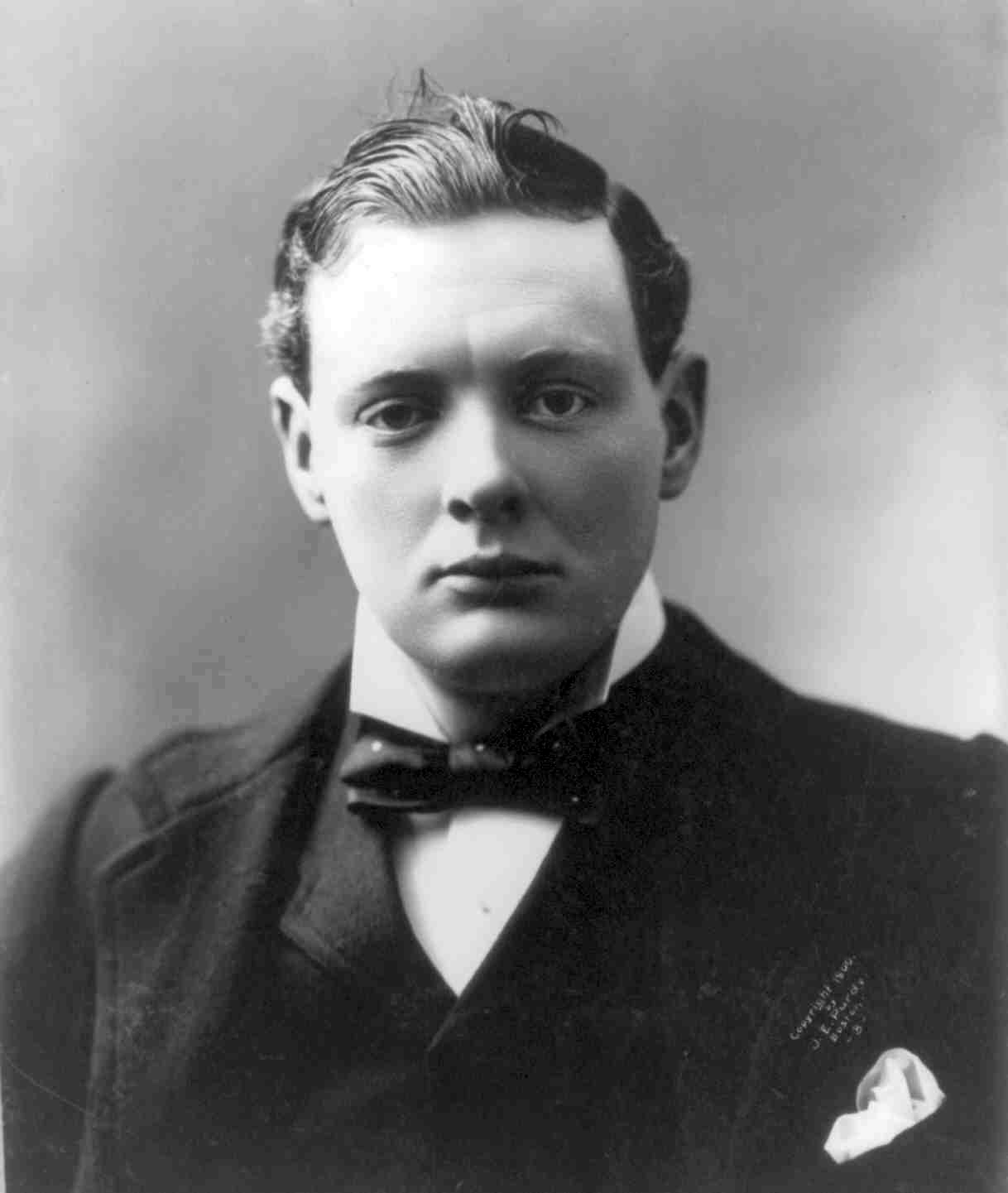
Churchill

- Winston Churchill
- Oswald Mosley
- Lord Carrington
- Christopher Soames
- Ahmad Massoud

### Scrittori e poeti
- Ian Fleming
- Lord Dunsany
- Patrick Leigh Fermor
- Antony Beevor

### Sportivi
- Mark Phillips
- Will Carling
- Tim Rodber
- Josh Lewsey[9]
- Alastair Heathcote